# Janowicze (rejon werenowski)
Janowicze (biał. Янавічы; ros. Яновичи) – wieś na Białorusi, w obwodzie grodzieńskim, w rejonie werenowskim, w sielsowiecie Bolciszki. Obecnie miejscowość obejmuje także dawną okolicę Pietraszuńce.
Dawniej okolica szlachecka. W XIX w. Janowicze i Pietraszuńce zamieszkałe były wyłącznie przez katolików. W dwudziestoleciu międzywojennym leżały w Polsce, w województwie nowogródzkim, w powiecie lidzkim, w gminie Raduń.